# Friedrich Wilhelm von Brühl
Friedrich Wilhelm von Brühl, seit 1738 Graf von Brühl (* 4. Februar 1699; † 26. August 1760 in Dresden) war ein königlich-polnischer und kurfürstlich-sächsischer Geheimer Rat, Landeshauptmann in Thüringen und Obersteuereinnehmer aus der Familie von Brühl.
Er war der Sohn von Hans Moritz von Brühl und dessen Ehefrau Erdmuthe Sophie von der Heyde (* 9. November 1669; †  24. März 1702). Der Premierminister Heinrich von Brühl war sein jüngerer Bruder. Er wurde mit dessen Förderung Besitzer der Rittergüter Martinskirchen und Wartenburg, ab 1738 der beiden Lehnsgüter Altbelgern und Brottewitz sowie des Vorwerks Langenrieth.
Am 16. April 1738 wurde er am kaiserlichen Hof in den Grafenstand erhoben.
Am 5. Mai 1755 kaufte er vom brandenburg-preußischen Geheimen Rat Christoph von Taubenheim die Güter Bedra, Leiha, Schalkendorf und das Erblehn Möckerling für 100.000 Taler. Nach seinem Tod wurde er in der Dresdner Frauenkirche neben seinem Bruder, dem 1742 verstorbenen Oberstallmeister Johann Adolph Graf von Brühl, beigesetzt.

## Familie
Er heiratete Agnes Elisabeth von Thümen (* 2. Februar 1716; † 14. Juli 1786). Das Paar hatte wenigstens zwei Söhne:
- Hans Moritz (* 20. Dezember 1736; † 9. Juni 1809), kursächsischer Diplomat

⚭ Alicia Maria Carpenter (1729–1794)
⚭ 1796 Maria Chowne
- Heinrich Adolph (* 19. Mai 1744; † 1. Februar 1778)

⚭ Sophie Luise von Kalitsch (* 18. April 1742; † † 15. Dezember 1771)
⚭ Christiane Gertrud von Hohenthal (* 5. Dezember 1742; † 24. Juli 1783)